# Joseph LeDoux
Joseph E. LeDoux (1949) is een neurowetenschapper, werkzaam als Professor of Neuroscience and Psychology  aan de New York University. Hij is eveneens directeur van het Center for the Neuroscience of Fear and Anxiety. Hij verkreeg zijn Ph.D. in 1977 aan de State University of New York at Stony Brook. Zijn onderzoek richt zich vooral op de neurale basis van angst en vrees in dier en  mens. Hij verkreeg grote bekendheid door zijn diermodel van geconditioneerde vrees. In dit model ook wel Dual Routes to Action genoemd, wordt vooral de functie van de amygdala benadrukt in de regulatie van onbewuste en bewuste emoties. De theorie van LeDoux is evolutionair, vanwege de benadrukking van het idee dat emoties als angst en vrees zich in de loop der tijden hebben ontwikkeld vanuit meer primitieve vormen die het overleven van de soort tot doel hadden.    

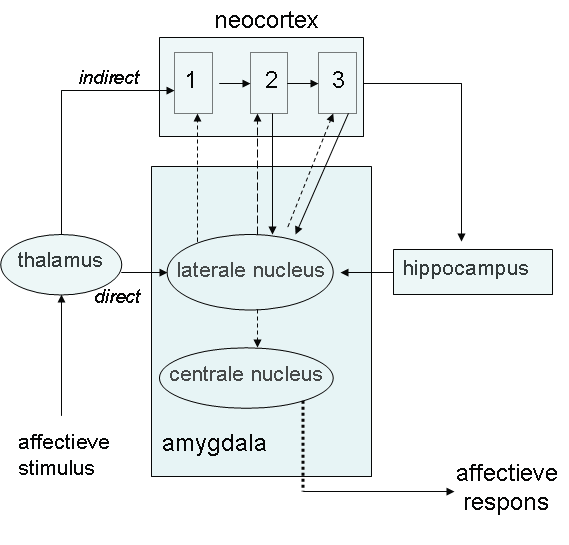
Het twee routes model van LeDoux met korte route (direct) en langzame route (indirect)

## Twee actieroutes
Een van de ideeën van Joseph LeDoux is dat er sprake is van een tweevoudige manier van verwerken van emotionele informatie in de hersenen, genaamd het twee routes of dual-route model. Binnenkomende informatie in de hersenen wordt via twee wegen verwerkt. Hierbij gaat het om een korte route en een lange route. Kernrol speelt de amygdala. De korte route wordt gezien als snel, maar slordig (informatie wordt grofweg via de thalamus verwerkt en dan snel aan de amygdala doorgegeven). De lange route wordt gezien als langzaam, maar specifiek (informatie wordt van de thalamus naar een deel van de cortex gestuurd voor diepere verwerking en vervolgens pas naar de amygdala). Dan pas volgt een reactie! Wat is het voordeel van een tweevoudige route? Eerst wordt de informatie grofweg geanalyseerd, zodat het lichaam in een staat van gereedheid kan worden gebracht. Vervolgens wordt er na een wat grondigere analyse bevestiging gegeven (of niet), waardoor het lichaam ook daadwerkelijk kan reageren. Omdat het lichaam al startklaar is, kan het sneller reageren.
- J.E. Le Doux.The Emotional Brain: The Mysterious Underpinnings of Emotional Life, 1996, Simon & Schuster, 1998 Touchstone edition: ISBN 0-684-83659-9